# 月刊ハラスポ
『月刊ハラスポ』（げっかんはらすぽ）は、かつて2021年4月25日（24日深夜）から2022年3月27日（26日深夜）まで、中京テレビ放送において原則毎月第4日曜0:55‐1:55（第4土曜深夜）に放送され、原晋がMCを務めていたスポーツ・バラエティ・情報番組である。

## 放送時間
いずれも日本標準時。
- 原則として、毎月第4日曜 0:55 - 1:55 （2021年4月25日 - ）【第4土曜深夜】

## 出演者
MC（司会者）
- 原晋（青山学院大学陸上競技部長距離ブロック監督・中京大学OB）

アシスタント
- 磯貝初奈（中京テレビアナウンサー）

ナレーター
- 石田彰（愛知県日進市出身）

## スタッフ
プロデューサー
- 吉永隆→東和之

演出
- 畑中菖

構成
- 今井とおる

ディレクター
- 白附優
- 後藤康人